# 白城子遗址
白城子遗址，位于中国河北省张家口市白城子村，为张家口市张北县的一个省级文物保护单位，类型为古遗址，公布时间为1993年7月15日。
白城子遗址的历史年代为元代。